# Главный констебль
Главный констебль (фин. ylikonstaapeli) — звание младшего начальствующего состава полиции Финляндии. Ниже по званию находится старший констебль, выше комиссар. Главный констебль проходит специальную подготовку  полицейское образование для младшего начальствующего состава объёмом 45 зачетных единиц.
Главный констебль обычно является командиром полицейской группы. В форме он может исполнять обязанности старшего смены на линии, а в криминальной полиции  возглавлять следственную группу либо, в особых случаях, выполнять функции следователя. В этом случае может использоваться параллельное звание старший криминальный сержант полиции (фин. rinnakkainen rikosylikonstaapeli).